# Gare de Virton
Ne doit pas être confondu avec Gare de Virton-Ville.
La gare de Virton (anciennement Virton - Saint-Mard) est une gare ferroviaire belge de la ligne 165 (reliant Athus à Libramont), située à Saint-Mard, sur le territoire de la ville de Virton, dans la province de Luxembourg en Région wallonne.
Elle est mise en service en 1879 par la Compagnie du chemin de fer de Virton. C'est une gare de la Société nationale des chemins de fer belges (SNCB) desservie par des trains Omnibus (L) et d’Heure de pointe (P).
Il existait depuis 1873 une gare sur la ligne 155, plus proche du centre et portant le nom de Virton-Ville, mais dont la desserte cessa en 1951.

## Situation ferroviaire
Établie à 204 m d'altitude, la gare de Virton est située au point kilométrique (PK) 24,70 de la ligne 165, d'Athus à Libramont, entre les gares ouvertes de Halanzy et de Florenville. Gare de bifurcation, elle était également traversée par la ligne 155, de Marbehan à Virton et frontière française, qui est partiellement fermée et déclassée et dont seul le tronçon jusqu'à l'usine de Burgo (ex "Cellulose des Ardennes") existe et s'embranche en gare de Virton.

## Histoire
La première gare à Virton se trouvait sur la ligne Marbehan - Virton, fermée aux voyageurs en 1951. Plus proche du centre, elle prit le nom de Virton-Ville à la construction de la nouvelle gare sur la ligne d'Athus à la Meuse et a depuis été démolie.
La nouvelle gare, originellement appelée Virton-Saint-Mard, est construite sur la ligne d'Athus-Meuse (actuelles lignes 165 et 166), mise en service de 1877 à 1899. Elle comporte d'importantes installations ferroviaires et est de facto la gare principale de l'entité.
Elle est d'abord dotée d'un bâtiment de gare provisoire. Par la suite, elle reçoit un vaste bâtiment monumental identique à celui construit pour la gare de Tamines la même année. Il est constitué de deux parties hautes à toiture mansardée encadrant une aile basse de sept travées sous bâtière avec un pignon surplombant l’entrée.
En 1984, après la fermeture des sites sidérurgiques d'Athus et Longwy, a lieu la fermeture du trafic voyageurs entre les gares de Virton et d'Athus.
Des travaux de restauration et de modernisation du bâtiment de la gare, d'un coût de 170 000 euros, s'achèvent en septembre 2006. Ils ont notamment concerné le bâtiment voyageurs, la marquise située sur le quai 1 et le parking. Le 11 décembre 2006 a lieu la remise en service de la desserte voyageurs entre Virton et Athus ainsi que vers Luxembourg.
Des travaux d'aménagement des voies sont menés en 2018-2019, donnant lieu à la pose d'un passage sous voie (qui permettrait également de réduire la présence de personnel de gare) et la suppression de la première voie à quai.

### Évolution des dessertes
- Avant 1984, la desserte n'est pas cadencée, mais il y a environ un train omnibus par heure de 6h à 18h entre Libramont et Virton (avec un trajet vers 4h et un autre en fin de soirée). Le trajet prends alors un peu plus d'une heure malgré 13 arrêts intermédiaires[8]. Le tronçon Virton - Athus - Arlon est repris à l'indicateur sous l'indice 167. Une douzaine de trains sont prévus à l'horaire, avec de large plages vides en heures creuse (9h-12h en direction de Virton et 14h-17h dans l'autre sens). Le trajet dure également une heure avec 12 arrêts intermédiaires
- De 1984 à 2006, la desserte est limitée à la relation Libramont - Virton cadencée aux deux heures. Virton est donc alors gare terminus.
- En 2006, cette desserte est prolongée vers Arlon via Rodange[9], uniquement en semaine et toujours cadencé aux deux heures, avec renfort aux heures de pointe. Le train met environ 45 minutes pour relier Libramont et près d'une heure pour Arlon via Rodange.
- En 2012, le crochet par Rodange est supprimé, raccourcissant le temps de trajet vers Arlon à 37 minutes. Les trains entre Athus/Rodange et Luxembourg par la ligne directe (ligne 7) se multiplient grâce à la mise à double voie de cette dernière.
- De 2006 à 2019, quelques trains de pointe Virton - Luxembourg sans correspondance à la frontière circulent en semaine. En 2019, des soucis de compatibilité de matériel roulant imposent aux voyageurs de faire correspondance à Athus, rallongeant leur temps de voyage.
- En 2017, la relation Libramont - Virton - Arlon voit sa cadence doublée (desserte chaque heure). La plupart des trains d'heure de pointe sont absorbés par ce recadencement.

Il existait également des trains P supplémentaires :
- de Virton à Arlon (le matin), intégrés dans le recadencement en 2017.
- de Virton à Ciney
- deux à quatre trains de Virton vers Luxembourg le matin et autant en sens inverse l’après-midi, supprimés en 2019.

À partir de juin 2021, les trains circulent à nouveau de Virton à Arlon durant les weekends et jours fériés.

## Service des Voyageurs

### Accueil
Gare SNCB, elle dispose d'un bâtiment voyageurs, avec guichet, ouvert tous les jours. Des aménagements, équipements et services sont à la disposition des personnes à la mobilité réduite, dont un passage sous voie doté d'ascenseurs depuis 2019.

### Desserte
Virton est desservie par des trains Omnibus (L) et d’Heure de pointe (P) de la SNCB, qui effectuent des missions sur la ligne 165.

#### Semaine
Virton est desservie par des trains L Libramont - Bertrix - Virton - - Athus - Arlon (toutes les heures) ainsi que par deux trains P Virton - Arlon et un Virton - Libramont (le matin) et un aller-retour Libramont - Arlon (l'après-midi).

#### Week-ends et jours fériés
La desserte se limite à des trains L reliant, toutes les deux heures, Libramont à Athus et Arlon (desserte en vigueur depuis le 5 juin 2021).

### Intermodalité
Un parking pour les véhicules y est aménagé. Elle est desservie par des bus.

## Comptage voyageurs
Ce graphique et tableau montre le nombre de voyageurs embarquant en moyenne durant la semaine, le samedi et le dimanche.
| Nombre de passagers qui embarquent à la gare de Virton | Nombre de passagers qui embarquent à la gare de Virton | Nombre de passagers qui embarquent à la gare de Virton | Nombre de passagers qui embarquent à la gare de Virton |
|                                                        | Semaine                                                | Samedi                                                 | Dimanche                                               |
| ------------------------------------------------------ | ------------------------------------------------------ | ------------------------------------------------------ | ------------------------------------------------------ |
| 1977                                                   | 182                                                    | 37                                                     | 67                                                     |
| 1978                                                   | 208                                                    | 58                                                     | 46                                                     |
| 1979                                                   | 162                                                    | 50                                                     | 70                                                     |
| 1980                                                   | 226                                                    | 73                                                     | 45                                                     |
| 1981                                                   | 198                                                    | 52                                                     | 55                                                     |
| 1982                                                   | 191                                                    | 60                                                     | 61                                                     |
| 1983                                                   | 204                                                    | 62                                                     | 66                                                     |
| 1984                                                   | 163                                                    | 55                                                     | 180                                                    |
| 1985                                                   | 153                                                    | 67                                                     | 132                                                    |
| 1986                                                   | 253                                                    | 73                                                     | 143                                                    |
| 1987                                                   | 189                                                    | 85                                                     | 135                                                    |
| 1988                                                   | 243                                                    | 73                                                     | 200                                                    |
| 1989                                                   | 202                                                    | 83                                                     | 158                                                    |
| 1990                                                   | 449                                                    | 170                                                    | 273                                                    |
| 1991                                                   | 223                                                    | 115                                                    | 123                                                    |
| 1992                                                   | 279                                                    | 103                                                    | 138                                                    |
| 1993                                                   | 192                                                    | 67                                                     | 123                                                    |
| 1994                                                   | 252                                                    | 109                                                    | 144                                                    |
| 1995                                                   | 219                                                    | 75                                                     | 96                                                     |
| 1996                                                   | 231                                                    | 104                                                    | 116                                                    |
| 1997                                                   | 256                                                    | 101                                                    | 133                                                    |
| 1998                                                   | 210                                                    | 89                                                     | 132                                                    |
| 1999                                                   | 122                                                    | 68                                                     | 58                                                     |
| 2000                                                   | 160                                                    | 52                                                     | 76                                                     |
| 2001                                                   | 176                                                    | 51                                                     | 78                                                     |
| 2002                                                   | 182                                                    | 66                                                     | 66                                                     |
| 2003                                                   | 169                                                    | 78                                                     | 96                                                     |
| 2004                                                   | 186                                                    | 70                                                     | 154                                                    |
| 2005                                                   | 244                                                    | 96                                                     | 172                                                    |
| 2006                                                   | 261                                                    | 117                                                    | 239                                                    |
| 2007                                                   | 481                                                    | 82                                                     | 177                                                    |
| 2008                                                   | -                                                      | -                                                      | -                                                      |
| 2009                                                   | 456                                                    | 80                                                     | 152                                                    |
| 2010                                                   | -                                                      | -                                                      | -                                                      |
| 2011                                                   | -                                                      | -                                                      | -                                                      |
| 2012                                                   | 446                                                    | 112                                                    | 264                                                    |
| 2013                                                   | 468                                                    | 101                                                    | 196                                                    |
| 2014                                                   | 497                                                    | 89                                                     | 246                                                    |
| 2015                                                   | 356                                                    | 75                                                     | 182                                                    |
| 2016                                                   | 372                                                    | 73                                                     | 139                                                    |
| 2017                                                   | 357                                                    | 55                                                     | 153                                                    |
| 2018                                                   | 385                                                    | 68                                                     | 149                                                    |
| 2019                                                   | 353                                                    | 85                                                     | 206                                                    |
| 2020                                                   | 257                                                    | 52                                                     | 113                                                    |
| 2021                                                   | -                                                      | -                                                      | -                                                      |
| 2022                                                   | 364                                                    | 104                                                    | 169                                                    |
| 2023                                                   | 358                                                    | 129                                                    | 230                                                    |
| 2024                                                   | 341                                                    | 94                                                     | 117                                                    |